# Taawt Bato
Los taawt bato ("pueblo de la roca" en taawt-bato) son un pueblo aborigen de la isla de Palawan, en Filipinas. Su nombre proviene del hecho de que viven en cuevas, especialmente durante la estación lluviosa, aunque en la estación seca se instalan al aire libre. Forman parte de la etnia paraguana.

## Territorio
Son unas 200 personas, que ocupan el valle de Singnapan al suroeste de Palawan. Este valle está bordeado por el oriente por los montes Mantalingajan. Al norte se encuentra la ciudad de Quezon.

## Economía
La caza y la recolección proporcionan buena parte de la alimentación a los Tau't Batu. Atrapan cerdos salvajes con trampas colocadas cerca de las huertas. Usan redes en forma de raqueta para cazar murciélago y aves en las cuevas. Cazan con cerbatana al aire libre y pescan con nasas.
El Tau't Batu practican la agricultura itinerante de tala y quema. La yuca es actualmente la principal fuente de hidratos de carbono. También cultivan batata, caña de azúcar, malungay (Moringa oleifera), ajo, pimienta y otros.
Como artesanos se destacan en la cestería.
Practica de trueque (samba) y el comercio (dagang). Ellos compran pescado de mar de Candawaga, a cambio de productos forestales como ratán y almáciga.

## Sociedad
La unidad social básica es la familia o kaasawahan constituida por una pareja monógama. La kaasawahan a su vez se agrupan en asociaciones de unas pocas familias, los bulun bulun, que habita una vivienda, en principio una cueva y una casa en terreno abierto. El bulun se caracteriza por el intercambio de bienes materiales, en primer lugar, la comida.

## Usos y costumbres
La prenda que usan los hombres es el taparrabos, hechos de corteza; las mujeres usan una falda hecha con un pedazo de tela que roda las caderas. Actualmente algunas mujeres usan también blusa.
El acceso a las cuevas donde viven es por una escalerilla o celosía de madera apoyada en las paredes de roca. Dentro de las cuevas instalan marcos de madera de ramas o bambú y especialmente plataformas para dormir (datag), así como otras para usos diversos, como las que sirven para conservar granos (lagkaw).
Además del gong, tienen dos instrumentos musicales de cuerda, el kubing y el kudlong.

## Idioma
Hablan un idioma del grupo paragüeño de las lenguas filipinas.